# Moorea
Moorea — Moʻoreʻa (graphie de l'Académie tahitienne) ou Mooreà (graphie Raapoto), prononcé : /mo.ʔo.re.ʔa/ — est une île de Polynésie française qui fait partie des îles du Vent dans l'archipel de la Société. Située face à Tahiti, elle est le chef-lieu de la commune de Moorea-Maiao
Capitale: Paopao 

## Toponymie
L'île était jadis appelée ʻAimeho-nui-i-te-rara-varu. Le nom tahitien actuel de Moʻoreʻa se traduit par « lézard jaune », de moʻo « lézard » et reʻa « jaune ». Ce nom tire ses origines de la légende du lézard jaune, en provenance de l'île voisine de Moʻoreʻa appelée Maiʻao.
La légende raconte que dans un passé lointain, sur l'île de Maiʻao, vivait un jeune couple aux noms de Temaiātea vahine et Temaiātea tāne. Temaiātea vahine tomba enceinte et accoucha d'un œuf. Un soir, la femme eut une vision dans son sommeil, celle de donner naissance à un enfant de couleur jaune. Une fois réveillé, elle s'empressa de le raconter à son compagnon. Celui-ci partit observer l'œuf, et se rendit compte que l'œuf avait éclos, et qu'il s'agissait d'un bébé lézard jaune. Temaiātea tāne lui donna le nom de Moʻoreʻa. Le couple le nourrit jusqu'au moment où il devint gigantesque. Ces derniers prirent peur et décidèrent de fuir l'île à bord d'une pirogue en direction de soleil levant. Le lézard jaune Mo’ore’a se sentant abandonné par ses parents, et étant terriblement affamé, se jeta à la mer et nagea vers le soleil levant pour tenter de retrouver ses parents. Épuisé par les courants, il se noya et son corps dériva sur le rivage de Vai ana’e à ʻAimeho. Deux pêcheurs furent à l'origine de la découverte de son corps sur la plage. Un grand prêtre serait à l'origine de ce changement de nom, sur un marae. Il donna à l'île de ʻAimeho le nom de Moʻoreʻa.

## Géographie

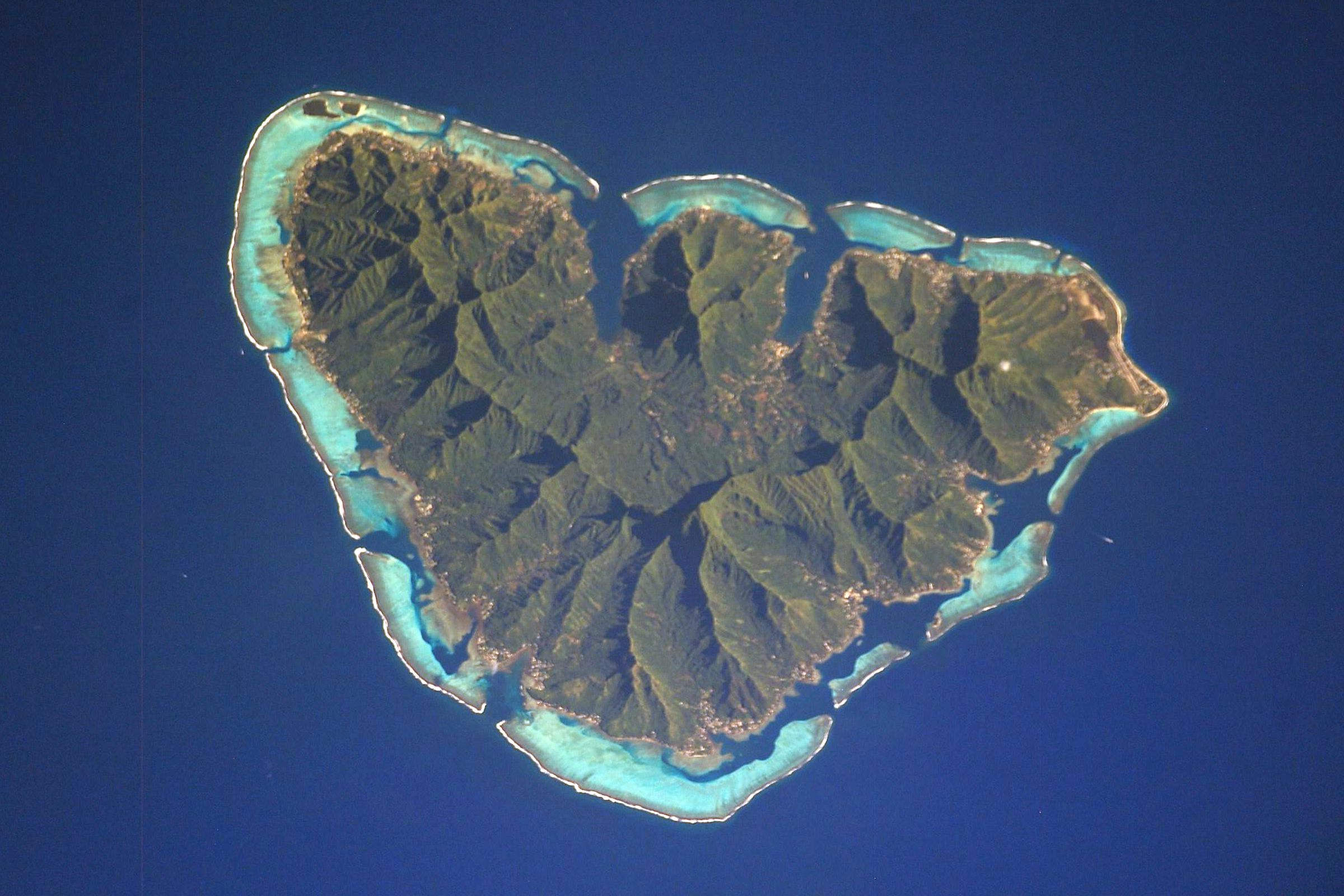
Moorea vue du ciel

Située à 17 kilomètres à l'ouest-nord-ouest de Tahiti, Moʻoreʻa en est séparée par un profond chenal dépassant par endroits les 1 500 mètres.
De forme triangulaire, « l'île sœur » de Tahiti possède deux baies principales : la baie d'Ōpūnohu (ce nom vient des mots tahitiens ʻōpū : « ventre » et nohu : « poisson-pierre ») et la baie de Cook (du nom du célèbre navigateur James Cook).
Le tour de l'île fait 62 kilomètres.
D'une superficie de 133,50 km2, elle compte plus de 16 000 habitants regroupés dans plusieurs villages, principalement sur le littoral : Teʻavaro, Maharepa, Paopao, Papetoʻai, Haʻapiti, ʻĀfareaitu, Tiʻaiʻa et Vaiʻare.

### Le lagon de Moorea

L'île de Moorea est entourée par une barrière de corail ouverte sur l'océan Pacifique en douze passes. D'une superficie de 6 756 ha 
Le lagon de Moorea est reconnu comme zone humide d'importance internationale au titre de la convention de Ramsar depuis le 15 septembre 2008. Le lagon entoure une île volcanique ceinturée par un récif de corail, sur une largeur allant de 500 à 1 500 mètres.

### Les huit montagnes de Moorea
Le territoire compte huit montagnes, en partant du point culminant de l'île : 
- le mont Tohiea (1 207 m) ;
- le mont Rōtui, entre les baies de Cook et d'Ōpūnohu (899 m) ;
- le Mouʻa roa (880 m) ;
- le Mouʻa puta, « montagne percée » (830 m) ;
- le mont Tearai (770 m) ;
- le mont Tautuapae (769 m) ;
- le mont Fairurani (741 m) ;
- le mont Matotea (714 m).

Mouʻa puta, comme son nom l'indique (mou'a : « montagne », puta : « percée ») a la curieuse particularité de présenter un large trou en son milieu. La légende raconte que c'est Pai qui, avec sa lance, a percé cette montagne.

## Histoire
L'île s'est peuplée à la même époque que Tahiti, il y a plus de 1 000 ans, par des navigateurs venus de l'Asie du Sud-Est sur de grandes pirogues doubles.
Débarquant à Tahiti en 1767, Samuel Wallis est le premier Européen à l'apercevoir mais ne jugea pas utile de l'explorer. Il l'appelle seulement l'« île du Duc d'York ».
Plus tard l'illustrateur Herman Spöring, le chirurgien Monkhouse et le naturaliste Joseph Banks, officier en second de James Cook et mandaté par lui, s'y rendent pour établir un observatoire astronomique depuis le motu Irioa afin d'observer le transit de Vénus de 1769 depuis un second site.
Lors de son troisième et dernier voyage pour la Polynésie en 1777, James Cook se rend à Moʻoreʻa pour la première fois. Il reste quelques jours dans la baie de ʻŌpūnohu : la baie adjacente à celle-ci est nommée, en son honneur, baie de Cook. En 1817, des missionnaires anglais s'installent pour convertir les habitants de l'île et y construisirent une sucrerie et une usine de textile, sans succès car en 1843, la France annexe la Polynésie française.
Jusqu'à la Seconde Guerre mondiale, l'économie de l'île était basée sur le coprah, la vanille et le café.
Les années 1960 sont marquées par le début des essais nucléaires, sous l'impulsion du CEP (Centre d'expérimentation du Pacifique). Les essais se poursuivront jusqu'en 1996. En parallèle, le soutien financier de l'État français entraîne la mise en place d'une économie basée sur le tourisme et la perle notamment.
Dans les années 1970, on continue de cultiver du coprah, l'ananas dans la vallée de ʻŌpūnohu et on y construit une usine de jus de fruits (Jus Rotui). Cette usine est un pôle économique à Moʻore’a, elle emploie une quarantaine de salariés. Moʻoreʻa est devenue le principal centre de plantation d'ananas en Polynésie française.

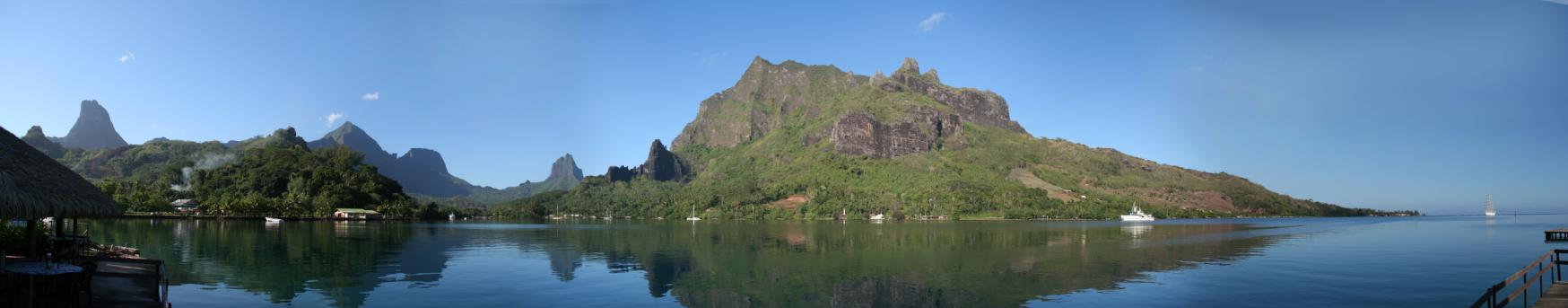
Vue panoramique de la baie de Cook avec Mou'a puta (à gauche), Mou'a roa, aussi connu sous le nom mont Bali Hai (au centre) et le mont Rōtui (à droite), Mo'orea, Polynésie française (octobre 2008).

## Population et société

### Démographie
L'évolution du nombre d'habitants est connue à travers les recensements de la population effectués dans la commune depuis 1977.
À partir de 2006, les populations légales des communes sont publiées annuellement par l'Insee, mais la loi relative à la démocratie de proximité du 27 février 2002 a, dans ses articles consacrés au recensement de la population, instauré des recensements de la population tous les cinq ans en Nouvelle-Calédonie, en Polynésie française, à Mayotte et dans les îles Wallis-et-Futuna, ce qui n’était pas le cas auparavant.
Concernant la commune, le premier recensement exhaustif entrant dans le cadre du nouveau dispositif a été réalisé en 2002, les précédents recensements ont eu lieu en 1996, 1988, 1983, 1977 et 1971.
son évolution est la suivante :
| 1848                                                                         | 1860  | 1887  | 1977  | 1983  | 1988  | 1996   | 2002   | 2007 | 2012  | 2017  |
| ---------------------------------------------------------------------------- | ----- | ----- | ----- | ----- | ----- | ------ | ------ | ---- | ----- | ----- |
| 1 372                                                                        | 1 114 | 1 557 | 5 788 | 7 249 | 9 032 | 11 965 | 14 550 |      | 16899 | 17816 |
| Sources ISPF - Bulletin Officiel de l'Océanie 1848 - Messager de Tahiti 1861 |       |       |       |       |       |        |        |      |       |       |

## Monuments
Moʻoreʻa détient toujours en ses terres plusieurs marae, lieux de cultes sacrés où les anciens habitants pratiquaient des cérémonies religieuses ou des activités de vie commune. Constitués notamment d'assemblages de pierres de faible hauteur, l'accès de certains de ces monuments pouvait être restreint aux seules les personnes importantes autorisées à y pénétrer. Les 17 marae de Moʻoreʻa sont répartis sur les territoires de 4 villages.
Par ailleurs, depuis 1998, huit Tiki modernes, sculptures représentant les dieux polynésiens, sont immergés dans le lagon de Moʻoreʻa.
L'artiste qui les a réalisés a souhaité immerger ces œuvres en face du temple protestant érigé autrefois par les colons anglais, pour symboliser la violence du rejet du culte polynésien par les occupants anglais de l'époque, les anciens polynésiens étant contraints de renoncer à leurs croyances.
Les statues étant situées à faible profondeur et regroupées, elles sont visibles depuis la surface et facilement accessibles par des activités nautiques telles que le snorkeling.

## Transport

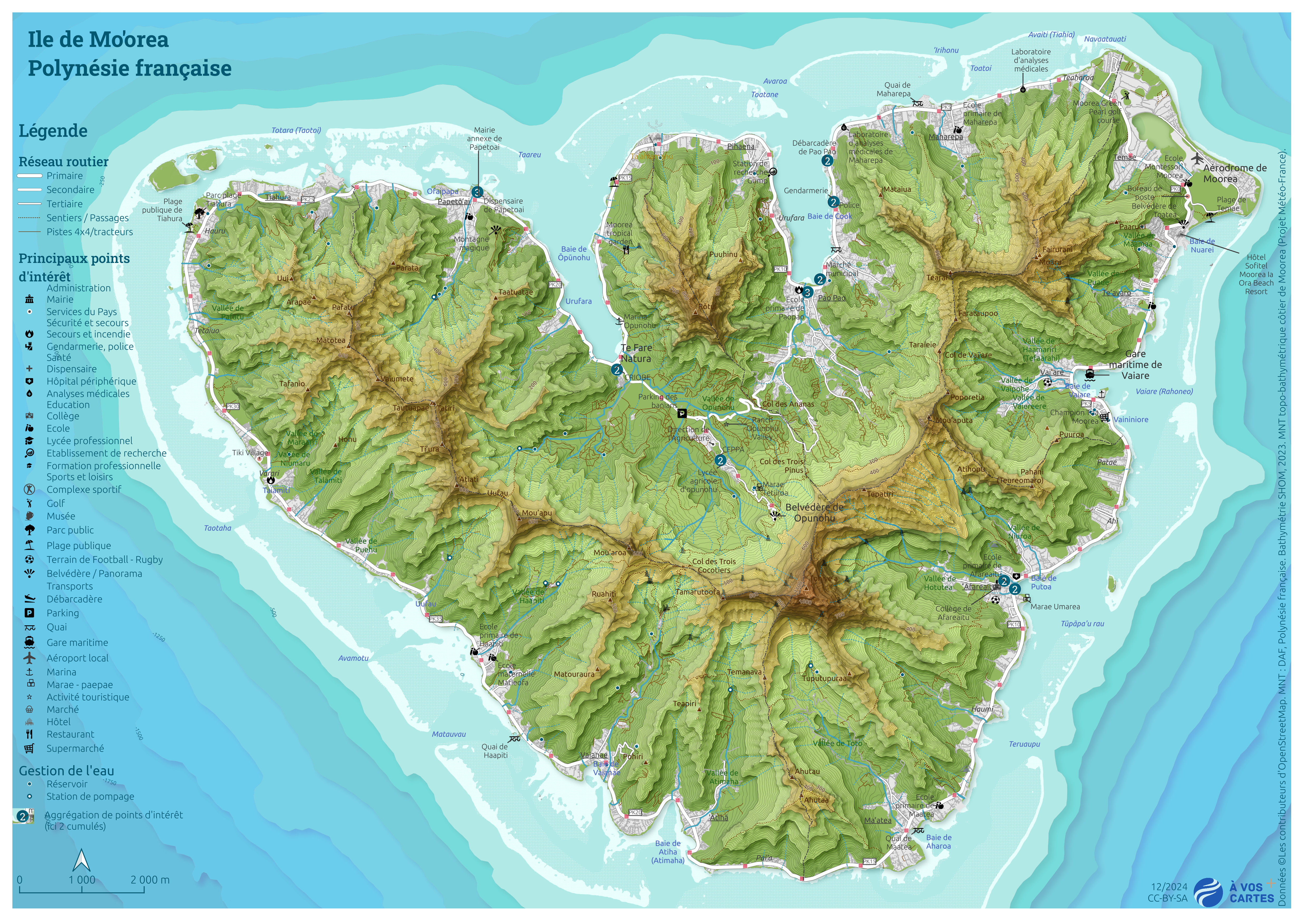
Cartographie économique de Moorea.

Il existe deux moyens de transport pour la traversée de Moʻoreʻa à Tahiti :
- par avion : Air Tahiti propose plusieurs vols, souvent sur le trajet vers d'autres îles.

Avant 2010, Air Moorea une compagnie locale qui a cessé ses activités le 1er novembre 2010 assurait une quarantaine de vols quotidiens entre l'aéroport de Moorea et l'aéroport international Tahiti Faa'a.
- par bateau : relié depuis Vai'are à Papeetē, Tahiti est à moins d'une demi-heure par catamaran à grande vitesse et environ une heure par ferry. Cinq navires font le lien entre Tahiti et Moʻoreʻa :le Aremiti 5 en 30 minutes et le Aremiti 6 en 20 minutes, et le Terevau en 30 minutes et le Tau'ati Ferry  en 45 minutes et le Vaearai en 50 minutes.

Les anciens Moorea Express et Moorea Ferry ont cessé leur activité.

## Économie

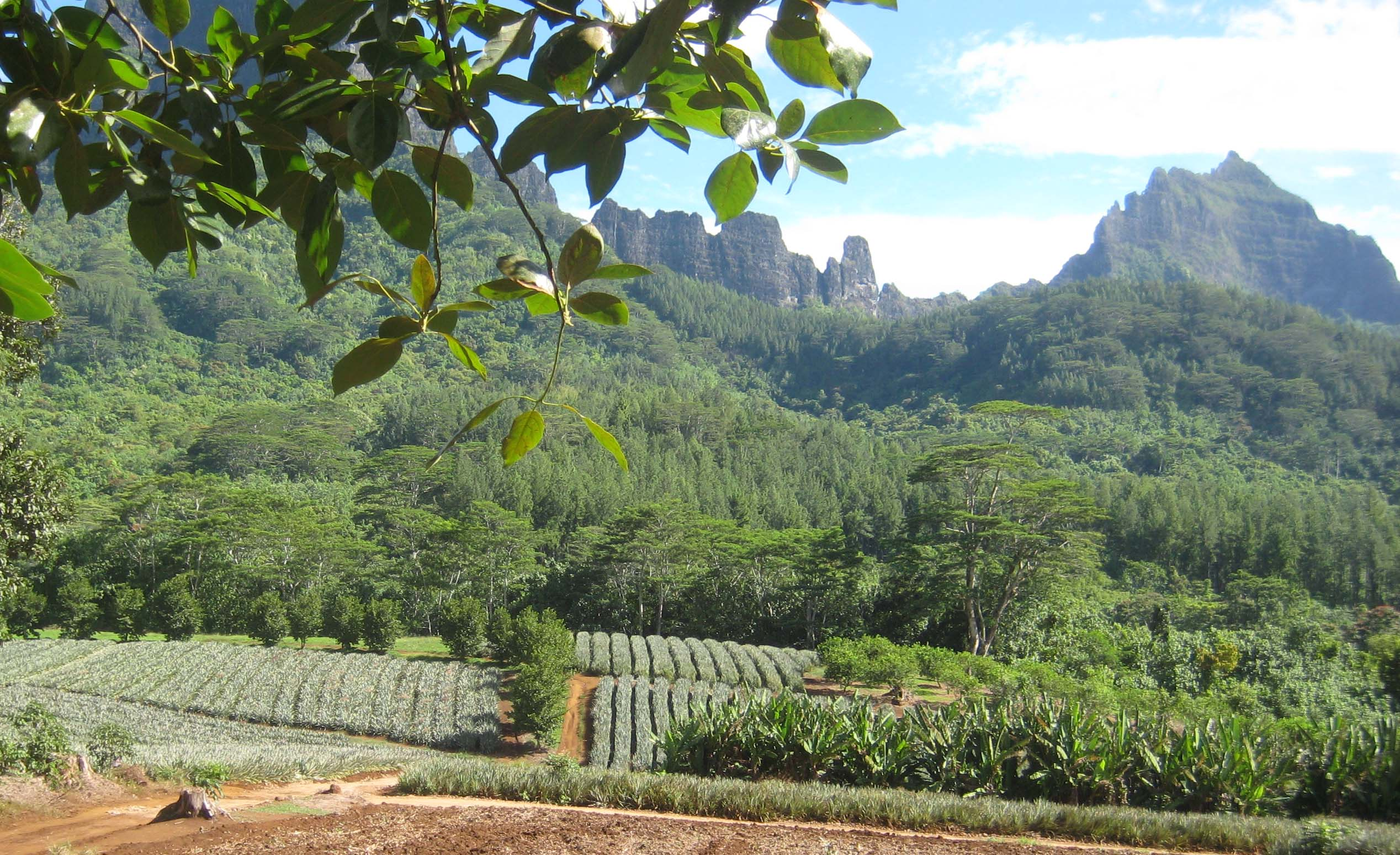
Champ d'ananas.

Les principales activités sont le tourisme, la culture de l'ananas et la pêche. On y trouve également une plantation de vanille bien que le seul insecte pollinisateur de cette plante, l'abeille mélipone, ne soit pas présente en Polynésie française.
Moʻoreʻa est la troisième île la plus visitée de la Polynésie française après Tahiti et Bora-Bora. De nombreuses plages de sable blanc et plusieurs complexes hôteliers s'offrent aux touristes.
Moorea également réputée comme l'« île des chercheurs » de Polynésie française par la présence de deux stations de recherche internationales importantes : la station Richard B. Gump, station de terrain de l'université de Californie à Berkeley en baie de Cook, et l'Institut des récifs coralliens du Pacifique, issu du CRIOBE (Centre de recherches insulaires et observatoire de l'environnement), rattaché à l'École pratique des hautes études (EPHE) en baie de ʻŌpūnohu.
L'écomusée Fare Natura, inauguré par le Président de la République Emmanuel Macron lors de sa visite en Polynésie française en juillet 2021, a vocation à vulgariser et transmettre au grand public des connaissances scientifiques et culturelles sur le milieu naturel polynésien.

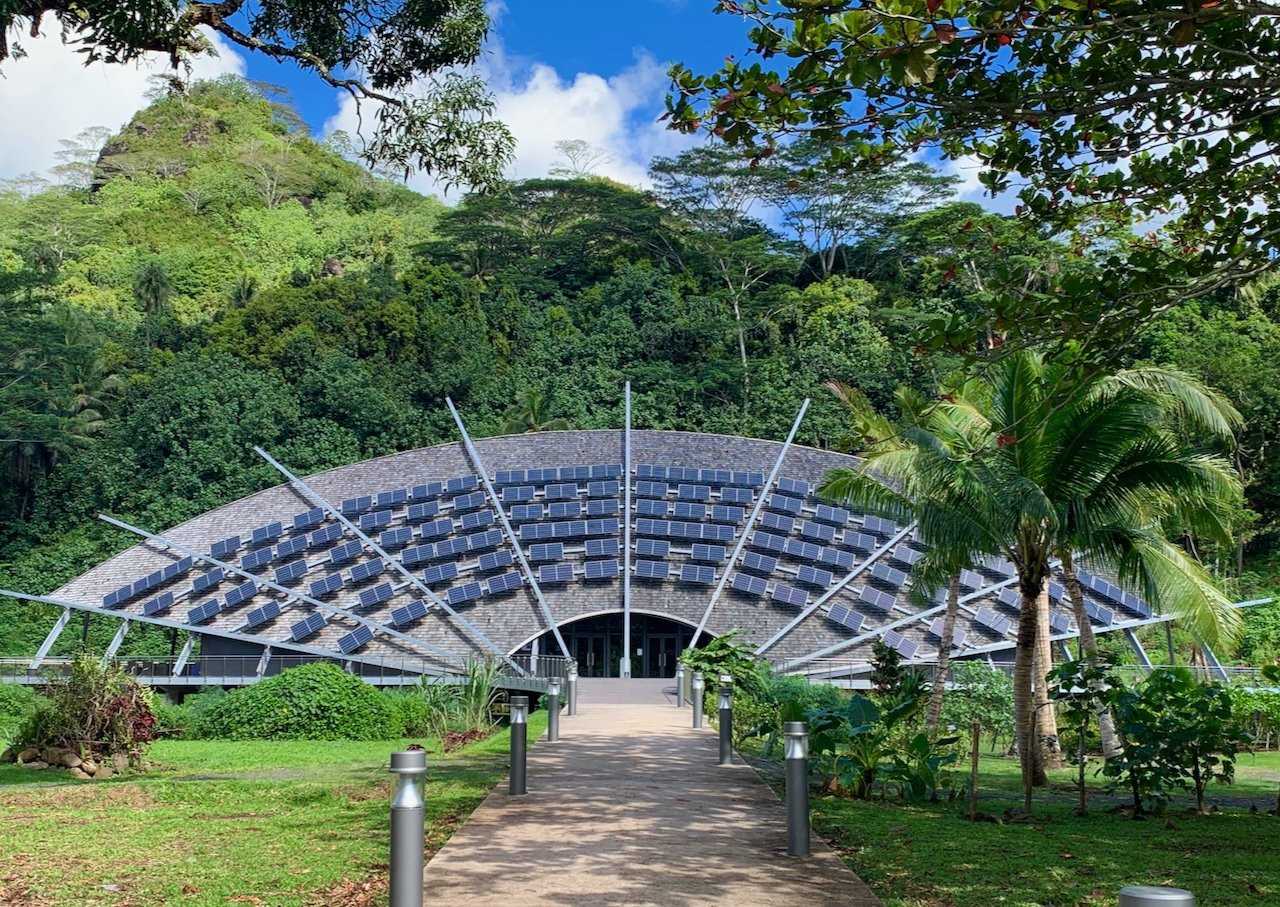
Ecomusée Fare Natura

Né en 2012 d'une idée originale des chercheurs du CRIOBE et soutenu par le Gouvernement de Polynésie française, le Fare Natura propose une pluralité d'approches de la richesse de la biodiversité polynésienne, par les sciences naturelles et sociales, ainsi que par des approches naturalistes, artistiques et même sensorielles.
Le musée regroupe quatre aquariums :
- le premier présente la mangrove dans un milieu semi-aquatique, avec notamment des crabes et des nurseries de poissons ;
- le deuxième met en scène les poissons multicolores du lagon avec des coraux issus des tables de bouturage du CRIOBE ;
- le troisième représente la crête récifale avec des vagues reproduites artificiellement ;
- le quatrième fait découvrir au visiteur un milieu de « moyenne lumière », situé entre 50 et 100 mètres de profondeur, sur la pente externe de l'océan.

## Tourisme
Les activités proposées sont essentiellement nautiques : plongée, promenade en pirogue, découverte des animaux du lagon. Aujourd'hui interdite à l'intérieur du lagon, une des activités phare mais contestée est le nourrissage de requins (requins à pointes noires, requins-citrons, requins gris de récif).
À l'intérieur des terres, l'île offre des endroits remarquables tels que : 
- le point de vue de Toatea à Tema’e, permettant d'admirer le lagon et la vue sur Tahiti ;
- le belvédère, situé à 240 mètres d'altitude, qui donne une vue imprenable sur les deux baies avec, au centre, le Mont Rōtui.

## Dans la culture populaire
Les quatre saisons de l'émission de télé-réalité L'Île des vérités y sont tournées de 2011 à 2014. Tout comme les trois saisons de Tahiti Quest, une quatrième ayant été tournée en avril 2018.

## Personnalités
- Herman Melville, l'écrivain américain, y a vagabondé en 1842 et en a tiré le roman Omou.
- Bernard Moitessier y a vécu.
- Olivier de Kersauson y vit.
- Les footballeurs Pascal Vahirua et Marama Vahirua en sont originaires.
- John Teariki, personnalité politique notable en Polynésie française, en est originaire, et en a été le maire.

## Galerie

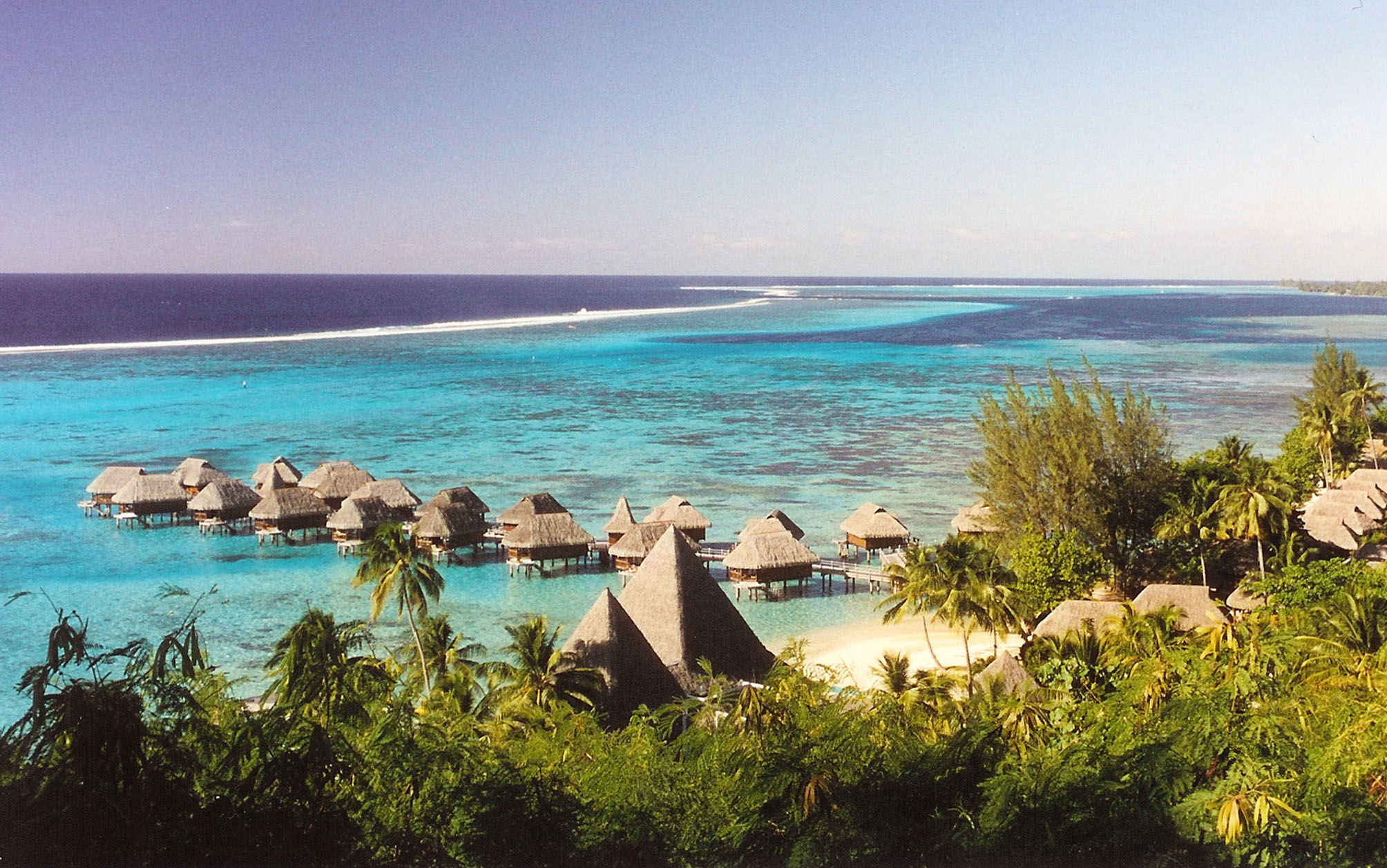
Lagon près d'un hôtel.
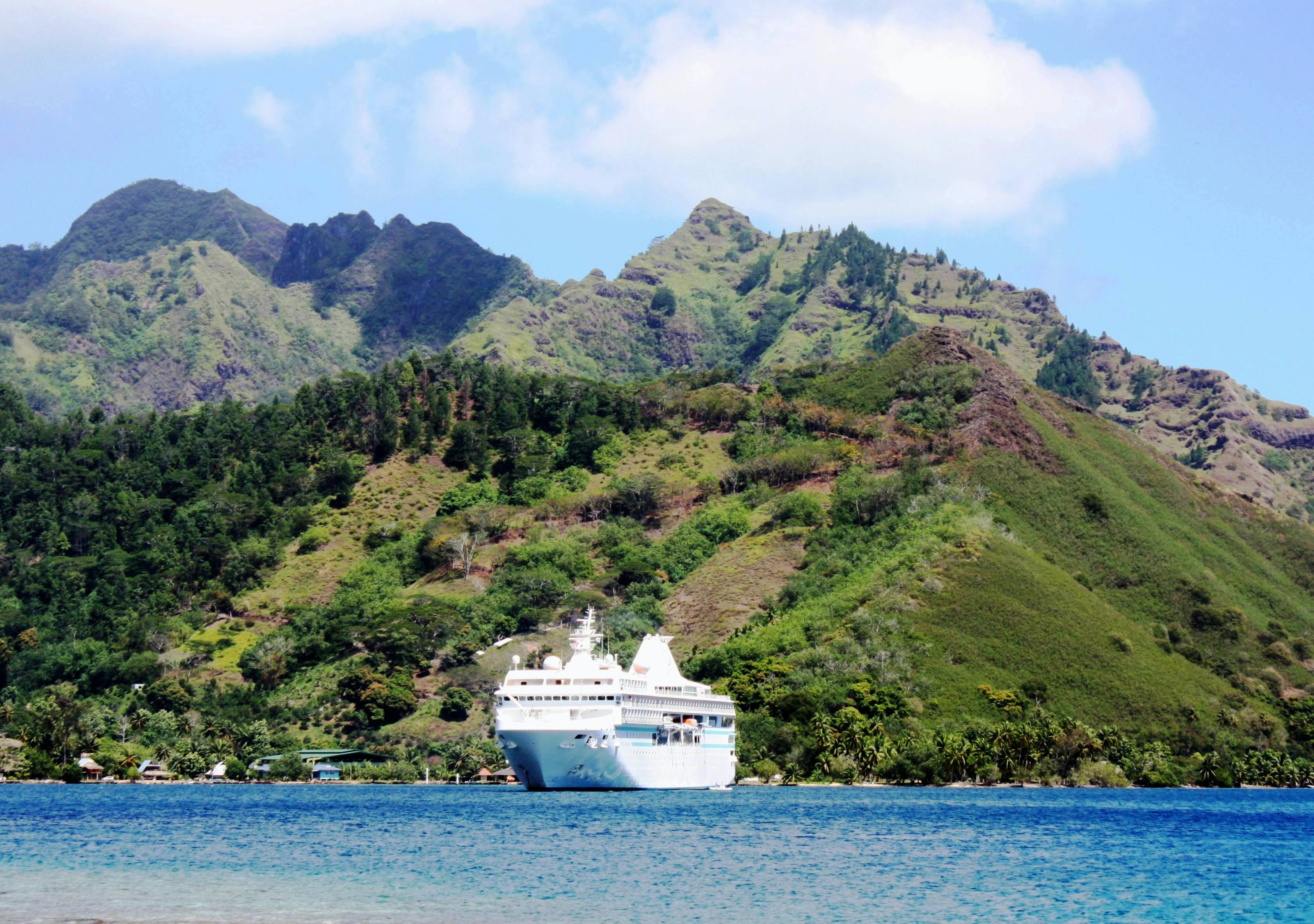
Navire dans la baie Cook.
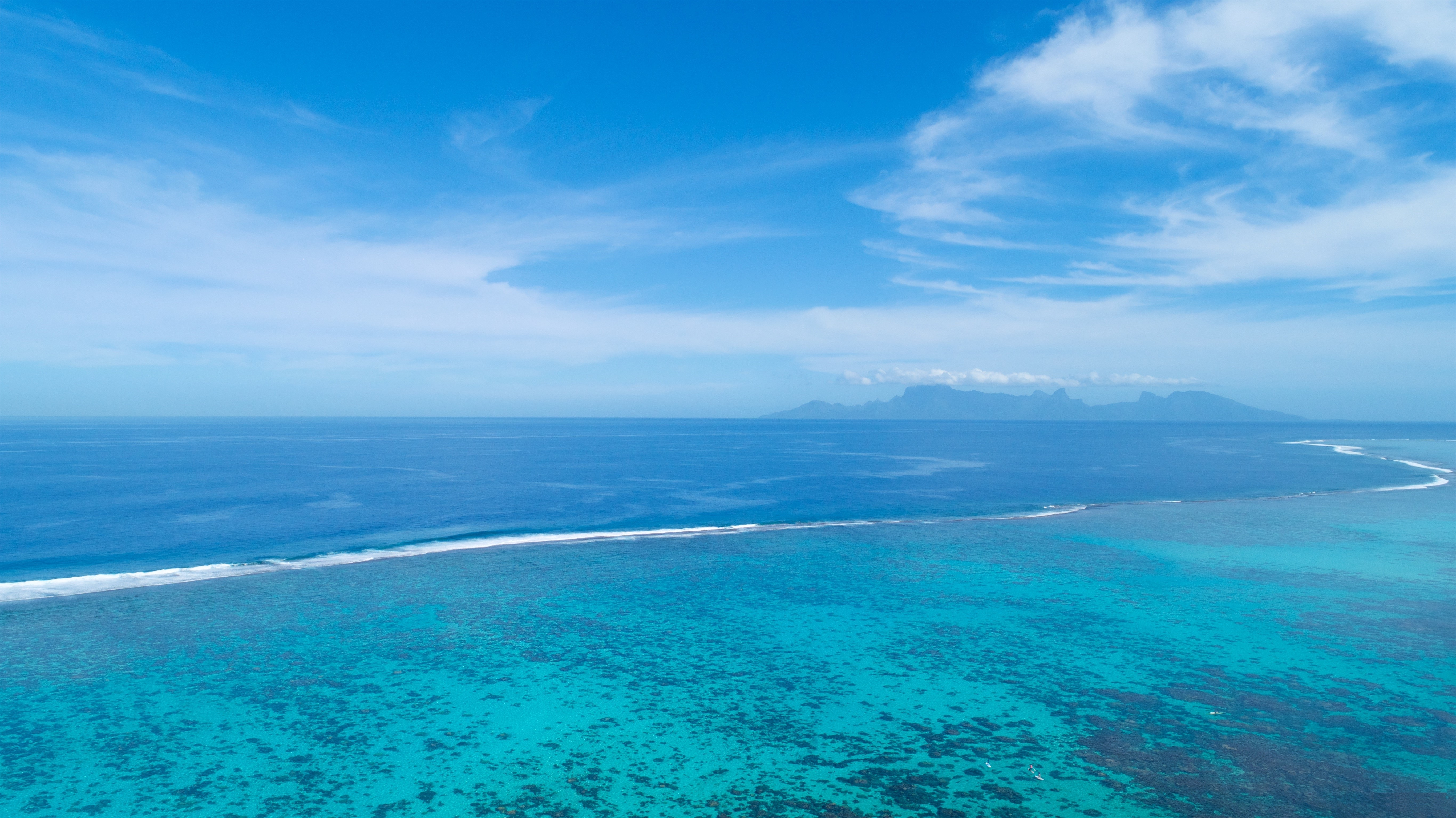
Depuis Tahiti.
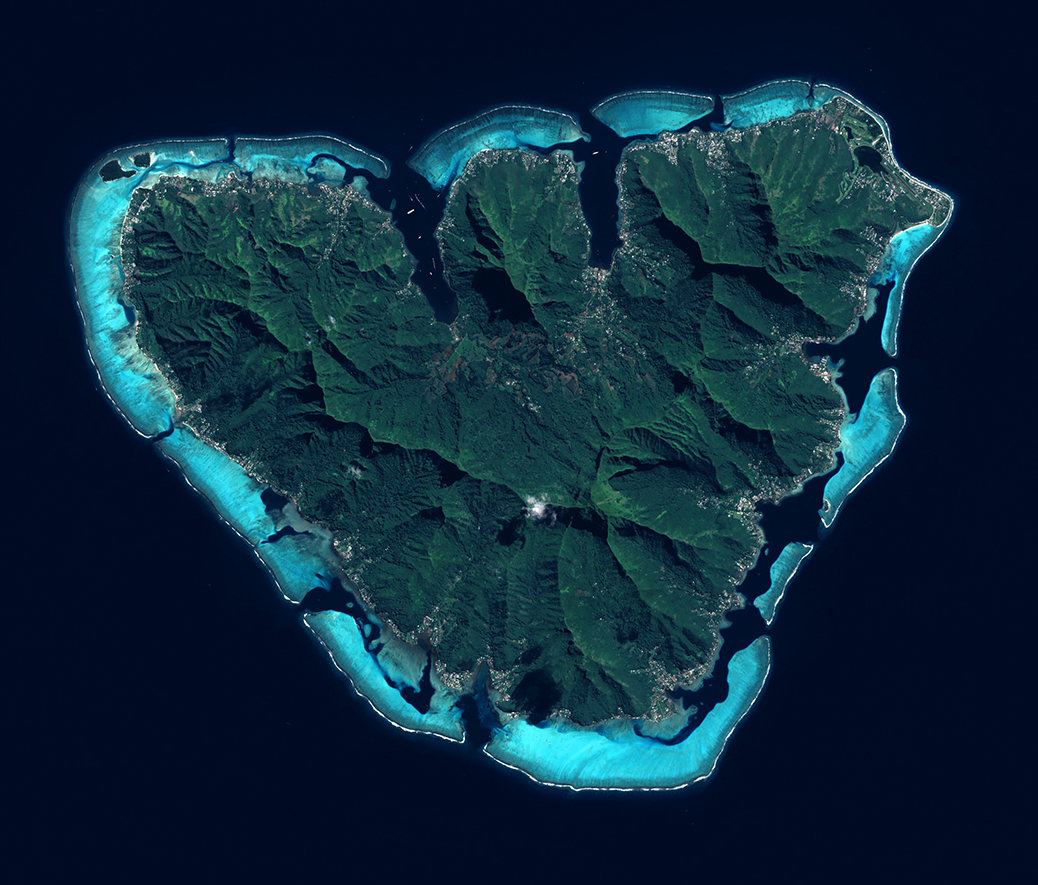
Vue satellite de l'île.